# Belgijscy posłowie do Parlamentu Europejskiego 1952–1955
Belgijscy posłowie do Parlamentu Europejskiego 1952-1955 zostali mianowani przez rząd belgijski 16 czerwca 1952 roku.

## Lista posłów

### Flamandzkie kolegium wyborcze
Wybrani z listy Chrześcijańskiej Partii Ludowej (CVP)
- Alfred Bertrand (CD)

Wybrani z listy   Partii Socjalistycznej (BSP)
- Paul-Henri Spaak (SOC)
- Achille Van Acker (SOC)

### Walońskie kolegium wyborcze
Wybrani z listy walońskiej Partii Socjalistycznej (PS)
- Fernand Dehousse (SOC)
- Henri François Simonet (SOC)

Wybrani z listy PRL
- Jean Rey (LIB)

Wybrany z listy Partii Społeczno-Chrześcijańskiej (cdH)
- Albert Coppé (CD)
- Gaston Eyskens (CD)
- Jean Charles Snoy et d'Oppuers (CD)
- Pierre Wigny (CD)